# 大靖镇
大靖镇，是中华人民共和国甘肃省武威市古浪县下辖的一个乡镇级行政单位, 中国历史文化名镇。2019年被评为中国文化百强镇。

## 行政区划
大靖镇下辖以下地区：
大靖社区、东关村、西关村、北关村、三台村、园艺村、双城村、大庄村、龙岗村、长城村、砂河塘村、樊家滩村、下庄村、圈城村、上庄村、峡口村、洋胡塘村、刘家滩村、褚家窝铺村、新华村、大墩村、白家窝铺村、干新村、上湾村、红柳湾村、民丰村和代家窝铺村。